# Felcsút
Felcsút je obec v Maďarsku s přibližně 1 900 obyvateli. Nachází se v okresu Bicske v župě Fejér asi 40 km západně od Budapešti. Leží na potoce Váli-víz a prochází jí silnice č. 811.
První písemná zmínka pochází z roku 1269. Název pochází z vlastního jména Csút a maďarského slova fel („horní“). Vesnice byla od 15. století majetkem paulinského řádu. Nachází se zde římskokatolický i reformovaný kostel a obecní muzeum. V katolickém kostele z roku 1840 je oltářní obraz od Istvána Dorfmeistera.
V roce 1931 zde přistál Sándor Magyar po svém demonstrativním přeletu Atlantiku, nazvaném Spravedlnost pro Maďarsko. Jeho let připomíná pomník.
V roce 1963 se zde narodil předseda maďarské vlády Viktor Orbán. S tím souvisí rozvoj Felcsútu, který se podle statistik stal nejbohatší obcí v Maďarsku. Starosta Lőrinc Mészáros je blízký Orbánův přítel a jeden z nejúspěšnějších podnikatelů v zemi. V roce 2014 byl otevřen fotbalový stadion Pancho Aréna pro téměř čtyři tisíce diváků, na němž hraje prvoligový klub Puskás Akadémia FC a konaly se zde čtyři zápasy mistrovství Evropy ve fotbale hráčů do 19 let 2014. Kromě toho byla vybudována úzkokolejná dráha údolím Váli-víz, spojující Felscút se Székesfehérvárem; tato stavba byla kritizována maďarskou opozicí a vyšetřuje ji Evropský úřad pro boj proti podvodům. Plánuje se zde také stavba sportovního letiště.